# Eritreum
Az Eritreum az emlősök (Mammalia) osztályába és az ormányosok (Proboscidea) rendjébe tartozó fosszilis nem, melyet a kutatók a kezdetleges elefántok és a mai elefántfélék (Elephantidae) közötti hiányzó láncszemként tartanak számon.
Eddig csak egyetlen faját, az Eritreum melakeghebrekristosi-t Shoshani et al., 2006 sikerült felfedezni.

## Tudnivalók
Ez az állat, a nemi szintű nevét, az Eritreum-ot megtalálási helyéről Eritreáról kapta, míg fajnevét, a melakeghebrekristosi-t megtalálójának, Melake Ghebrekristos nevű farmer tiszteletére nevezték el.
Ez az ősormányos a késő oligocén korszak idején élt, körülbelül 27 millió évvel ezelőtt. A fogazata már kezdett a modern elefántfélékéhez hasonlítani. Becslések szerint az Eritreum melakeghebrekristosi körülbelül 130 centiméteres marmagasságú és 484 kilogramm testtömegű lehetett.

### Fordítás
- Ez a szócikk részben vagy egészben  az   Eritreum című angol Wikipédia-szócikk ezen változatának fordításán alapul.  Az eredeti cikk szerkesztőit annak laptörténete sorolja fel. Ez a jelzés csupán a megfogalmazás eredetét és a szerzői jogokat jelzi, nem szolgál a cikkben szereplő információk forrásmegjelöléseként.